# Лунёв, Александр Петрович
Алекса́ндр Петро́вич Лунёв (род. 28 июня 1967, Павлодар, Казахская ССР, СССР) — российский композитор и музыкальный продюсер, преподаватель менеджмента в музыкальном бизнесе и индустрии развлечений бизнес-школе RMA.ru. Автор песни «Never Let You Go», в исполнении Димы Билана, занявшего 2 место в Афинах на конкурсе Евровидение-2006. Родители — Пётр Иванович Лунёв и Вера Степановна Лунёва.

## Биография
Музыкальное образование Александр получил в Павлодаре.
Музыкальный опыт Александр приобрёл, работая в ресторанах, где он пел, играл на гитаре и ударных.
В 1991 году приехал с группой «Черёмуха» в Москву в качестве вокалиста и аранжировщика, где на студии Союз был записан альбом «Здравствуйте, здравствуйте», который разошелся большим тиражом и занял 3 место по продажам, опередив альбом Декаданс группы Агата Кристи.
Первый серьёзный контракт был заключен в 1994 году на создание рок-оперы. Благодаря этому контракту у Александра появилась своя собственная студия.
В 1996 году был издан инструментальный альбом «Глазами птицы», который вышел на лейбле Flame records на CD и кассетах.
В 1999 году вышли песни Натальи Ветлицкой «Пчёлы, пчёлы» и «Глупые мечты», музыку для которых написал Александр Лунёв. Также с этого года было положено плодотворное сотрудничество с певицей Жасмин, первым результатом которого явилась песня «Долгие дни» из одноимённого альбома.
В 2006 году Александром Луневым была написана музыка к песне «Never let you go» (сл. К. Кавалерьян, исп. Дима Билан) для конкурса Евровидение, где она заняла почетное второе место. Тогда же была написана ещё одна песня для Димы Билана «Невозможное возможно» (сл. Лара Д’Лиа). Однако, после продажи песни «Невозможное возможно» и всех, связанных с песней, имущественных прав прекратил сотрудничество с Димой Биланом и Яной Рудковской. Лунёв не смог простить себе и Рудковской того, что «отдал за гроши» хит, на котором были заработаны большие деньги. После исполнения Димой Биланом песни Александра Лунева заработали самые высокие места в рейтингах, Лунев был признан самым высокооплачиваемым композитором России, с которым стремились сотрудничать многие звезды российской эстрады. В том же году вышел альбом «Время-река», в который вошли 6 песен композитора.
В 2007—2008 являлся продюсером Дмитрия Колдуна.
По заказу президента Фонда социально культурных инициатив Светланы Владимировны Медведевой 2008 году была написана музыка для «Гимна семьи» (на слова И. Резник), венчающий прекрасный ежегодный праздник Семьи, любви и верности в Муроме.
В 2015 году по инициативе Уолтера Афанасьеффа Александр был приглашен на проект «Главная сцена» в качестве помощника продюсера, где участвовал в производстве песен.
Автор музыкальных проектов «АЛЯСКА» (Аляска спела 8 песен Александра Лунёва на разогреве в СК Олимпийский у британской певицы PINK)

## Личная жизнь
Женат на Лунёвой Татьяне Валерьевне с 1992 года. Дочери: Валерия (род. 1994) и Кристина (род. 2001).

## Творчество
- Инструментальный альбом «Глазами птицы» (1996), изданный на студии «Flame records». продакшн LUNEVMUSIC, звукорежиссер Владимир Мухин (студия Д. Маликов)
- «Твоя музыка жива» (2016), посвящена Батырхану Шукенову, Казахскому и Российскому певцу, вокалисту группы А’Студио[10][11]
- Авторские песни: «Дорога в рай» (2012)[4], «Спи, гудбай» (2015)[12], «Любовь навсегда».

## Сотрудничество
Дима Билан
Александр являлся не только автором музыки евро хита «Never let you go», занявшей II место на конкурсе Евровидение-2006
Он вёл производство песен Билана:
- «Я умираю от любви», 2005[10]
- «Never let you go», 2006[10]
- «Невозможное возможно» («Lady Flame»), 2006[10]
- «Так устроен этот мир» («Время — Река»), 2006[10]
- «Ветер с моря», 2006[10]
- «Космос», 2007[10]
- «Люди летают», 2015[10]
- «Звезда», 2017

Григорий Лепс
- «Я верну тебя», 2013

140 ударов в минуту
- «Знай, что я тебя люблю!», 2000[14]

Жасмин
- «Долгие дни», 2000
- «Вкус ночи», 2000
- «Рождественская», 2000
- «Нон-стоп», 2000
- «Чёрное на белом», 2013

Николай Басков
- «Встретимся, обещай!», 2007
- «Лучше тебя», 2010
- «Это моя жизнь», 2010[10]
- «Губы твои маки», 2016
- «Однажды», 2017

Кристина Орбакайте
- «Хватит шоу», 2009[10][15]
- «Разрешаю только раз», 2009[4][10][15]

София Ротару
- «Цветы сирени», 2007

Аександр Буйнов
- «Где живёт любовь», 2007[10]

Дмитрий Колдун
- «Царевна», «Я для тебя»[4], «Ангел под дождём»
- «Никогда»[10]

Эд Шульжевский
- «My baby»
- «Я и ты»
- «Сердце»[10]

Жека
- « Цвет шафрана», 2017

Наталья Ветлицкая
- «Пчёлы»
- «Глупые мечты», 1999

Варвара
- «Свеча»
- «Варвара»
- «Два сердца»
- «Некуда бежать»
- «Рождественская»

Вадим Казаченко
- «Пепел сигар»
- «Океан дождя»
- «Небо моё»
- «Ангел кондуктор»
- «Итальянская мама», 2005[10]

Анжелика Агурбаш
- «Моя мания»
- «Замерзаю»
- «Я хочу тебя забыть», 2005
- «Чёрная вуаль», 2014[10]

Мария
- «Трудно быть молодым»
- «Седьмое небо»
- «На краю», 2008[10]

Группа «ДАКИ»
- «Кофе в постель», 2015[10]

Алексей Воробъёв
- «Heart hunting», 2009[10]

Ирина Салтыкова
- «Хоккеист», 2003[10]

Лада Дэнс
- "Эгоист", 2013[10]

Группа Королева
- «Кто выдумал снег», 2005
- «Молния»[10]

Зара, Алексей Воробъёв
- «Для тебя», 2009[10]

Ирина Ортман
- «Амурчики», 2008[10]

Юля Михальчик
- «Такси», 2004

Евгений Анегин
- «Мелодия любви», 2009[10]

Дуэт: Евгений Анегин и Юлия Махальчик
- «И снова о любви», 2009[10]

Еена Князека
- «На берегу звездопада», 2006[10]

Аляска
- «Останови меня»
- «Две капли дождя»
- «Достали»
- «Наркоз»[10]

Николь
- «Убегаю»
- «Не тормози»
- «Первая боль»
- «Я твоё солнце»
- «Глаза твои синие»[10]

дуэт ИНЬ-ЯНЬ
- «Гимн семьи», 2008[10]

Прага
- «Crazy», 2014[10]

СЮЗАННА
- «Москва»
- «Китаец», 2003[10]

## Фильмография
Александр Лунёв также является автором музыки двух фильмов режиссёра Ильи Хотиненко:
- Лицо французской национальности (1999)[17]
- Новости (1999)